# Hey Jude
Hey Jude è un brano musicale dei Beatles, scritto da Paul McCartney ma attribuito, come da convenzione, al duo compositivo Lennon-McCartney.

## Descrizione

### Storia
Hey Jude fu pubblicata come lato A del singolo Hey Jude/Revolution (1968) – che è stato il primo disco dei Beatles per quanto riguarda l'etichetta di loro proprietà, la Apple Records – e, nel 1970, inserito nell'omonima raccolta.
Intitolata originariamente Hey Jules e rinominata in seguito Hey Jude per motivi fonetici, fu scritta da Paul McCartney per confortare Julian Lennon, il figlio di John, nel momento del divorzio tra il padre e Cynthia Powell. Nonostante questa versione dei fatti, alcuni giornalisti (come, per es., Judith Simons del Daily Express) ritennero che potesse riferirsi al momento sentimentale difficile di McCartney dopo il fallimento della relazione con Jane Asher, oppure fosse dedicata ai Beatles stessi, impegnati in un periodo artistico e storico molto particolare.
Julian Lennon scoprì che Hey Jude era stata scritta per lui oltre vent'anni dopo la composizione della canzone. Parlando del suo rapporto con McCartney disse: «Io e Paul stavamo molto insieme – più di quanto io stessi con papà. Eravamo molto amici e sembrano esserci più fotografie di me e Paul che giochiamo piuttosto che di me insieme a mio padre». Nel 1996 Julian pagò 25 000 sterline per aggiudicarsi a un'asta lo spartito originale di Hey Jude.

### Composizione

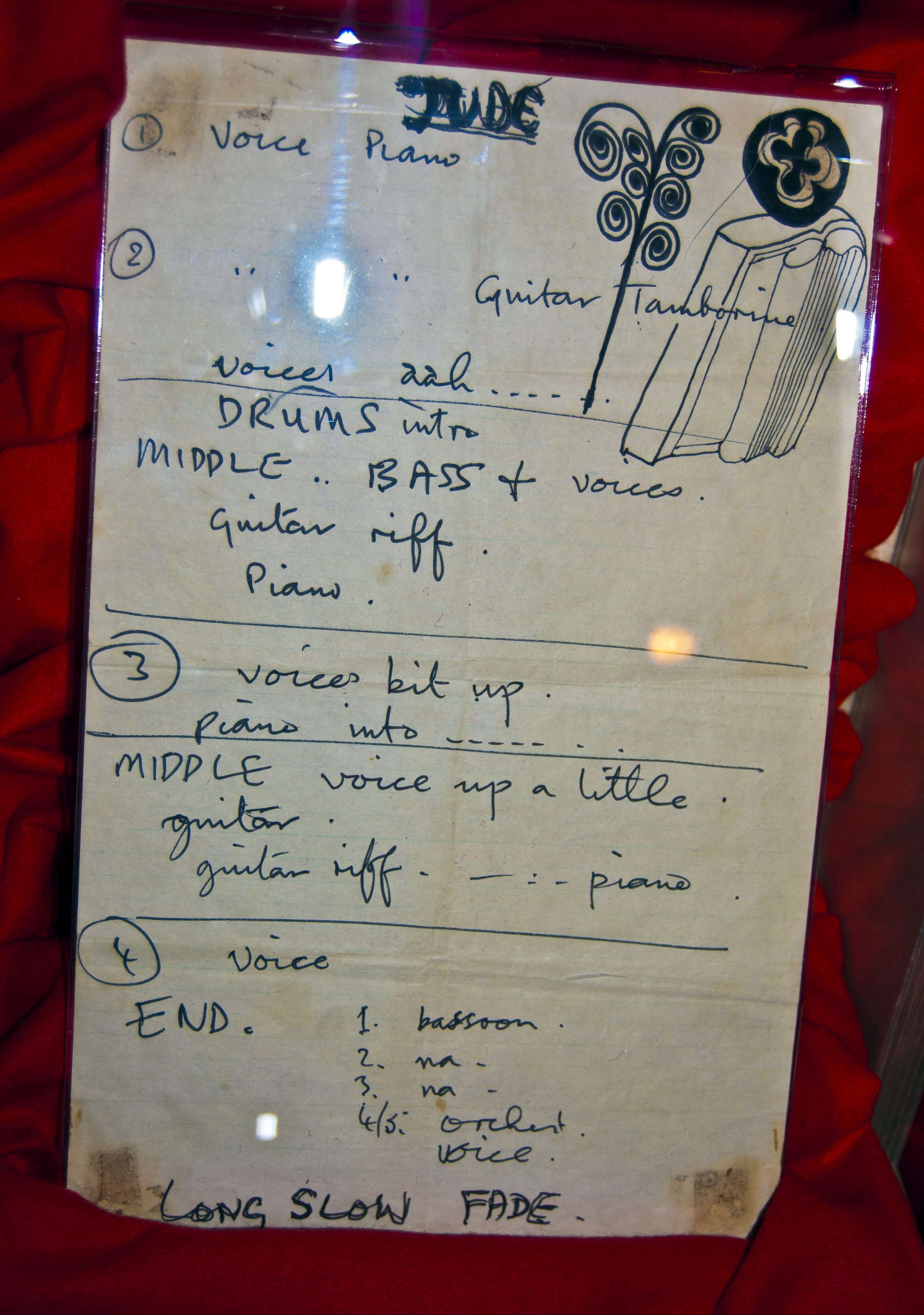
Schizzo con la struttura di Hey Jude

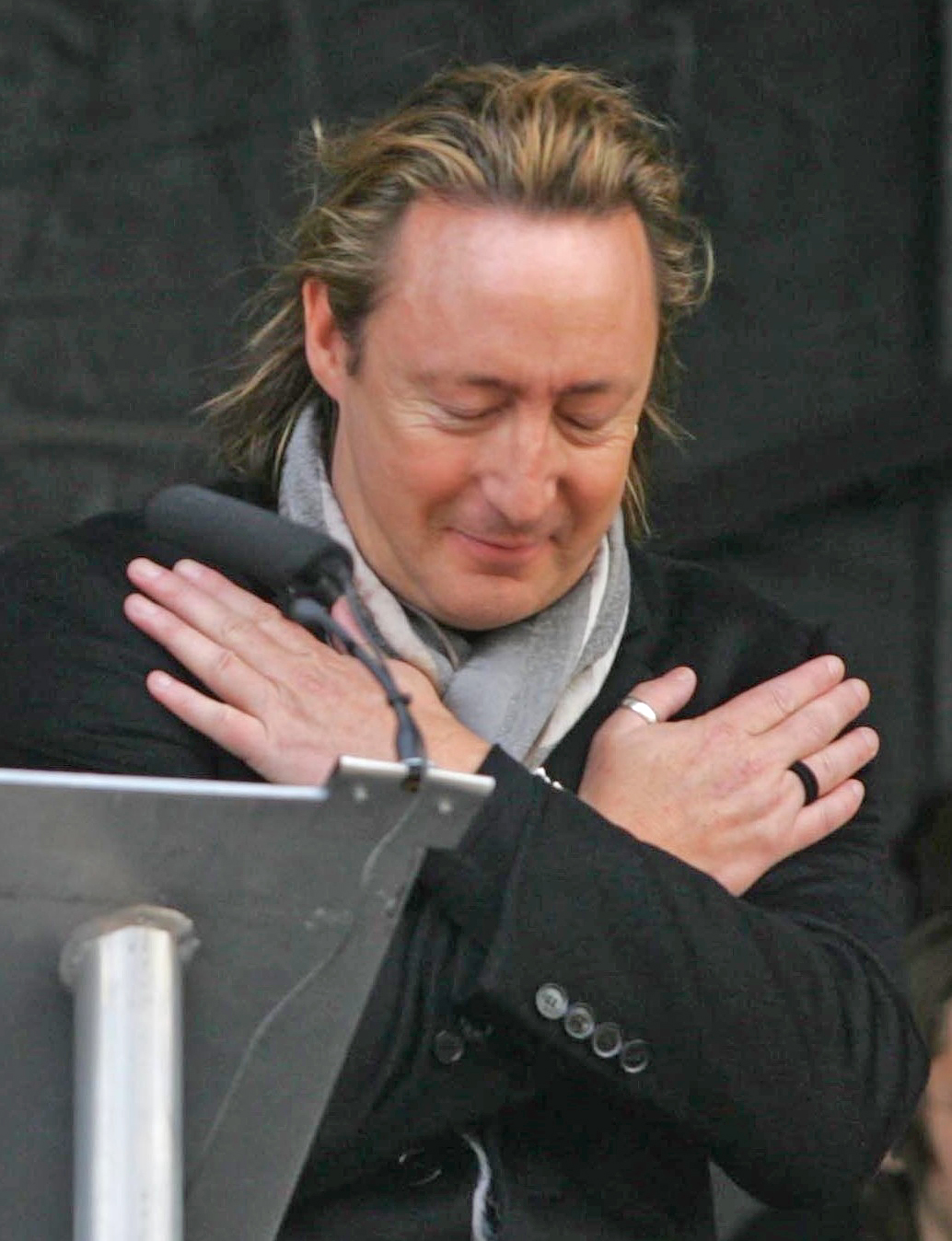
Julian Lennon, fotografato presso il John Lennon Peace Monument nel 2010

Nel maggio 1968, la coppia Lennon-Powell si separò a causa della reazione extraconiugale di John con Yōko Ono. Il mese seguente, Paul McCartney decise di andare a trovare il figlio di Cynthia e John, Julian, che aveva cinque anni all'epoca, a Kenwood, presso la residenza della coppia a Weybridge. Cynthia era stata parte integrante dell'entourage dei Beatles fin dall'inizio, mentre Paul sentiva che non era giusto escluderla dalla cerchia in maniera così ingiusta. Cynthia Lennon ricordò di aver vissuto con sorpresa l'inaspettata visita di McCartney: «Rimasi profondamente toccata dalla sua evidente preoccupazione per il nostro benessere... Mentre era in viaggio in macchina, compose Hey Jude. Non dimenticherò mai il gesto gentile di Paul nel venire a trovarci».
(Paul McCartney, 1996)
Il 30 giugno, dopo aver curato la produzione della versione del suo brano strumentale Thingumybob da parte della Black Dyke Band, nello Yorkshire, McCartney si fermò presso un villaggio nella contea di Bedfordshire ed eseguì la canzone in un pub locale per "testarla" dal vivo di fronte a un pubblico.
Quando presentò la nuova composizione a Lennon, McCartney gli disse che il verso: The movement you need is on your shoulder era solo provvisorio e che lo avrebbe cambiato per la versione definitiva, poiché aveva già usato la parola shoulder nella strofa precedente; ma Lennon insistette affinché lo mantenesse, dicendo che era «il verso migliore di tutta la canzone».
Sebbene McCartney avesse originariamente composto Hey Jude per Julian, John Lennon pensava che l'avesse scritta per lui. Durante un'intervista del 1980, Lennon dichiarò di "averla sempre considerata una canzone su di lui" e di percepirla, in qualche modo, come una sorta di benedizione della "parte buona" di McCartney verso la relazione Lennon-Ono, anche se così Paul non sapeva che avrebbe perso il suo amico.
(John Lennon, 1980)

### Registrazione
Buona parte di Hey Jude fu registrata negli studi Abbey Road, mentre il lavoro di rifinitura si tenne negli studi Trident, all'epoca considerati i più attrezzati per eseguire registrazioni con un alto numero di tracce. La registrazione fu fruttuosa di aneddoti come ad esempio le volgarità scappate a John Lennon intorno al terzo minuto dell'esecuzione, il litigio fra Paul McCartney e George Harrison per divergenze sull'arrangiamento e sull'atteggiamento da tenere in studio, il rifiuto di un orchestrale a battere le mani e a unirsi al coro e il disaccordo tra John Lennon, che chiedeva per la sua Revolution l'onore del lato A del singolo poiché affrontava tematiche di attualità stringente, e gli altri che la pensavano diversamente.
Alla registrazione prese parte anche il gruppo gallese Badfinger, sotto contratto con la Apple.
Dopo 2 minuti e 59 secondi, fra i versi: «Remember to let her under your skin / Oh, then you'll begin...», si può udire appena, in sottofondo e coperta dalla strumentazione, l'imprecazione di Paul: «Fuckin' hell!», lasciata nel missaggio definitivo per espressa volontà di Lennon.

### Musica e arrangiamento
Hey Jude inizia con la voce solista di McCartney accompagnata al pianoforte, suonato sempre da lui. Nella seconda strofa l'accompagnamento è arricchito con l'inserimento della chitarra, del basso e della batteria.
Una delle caratteristiche peculiari della canzone è il coro finale, lungo quattro minuti circa, "Naaa-naaa-naaa-na-na-na-naaaaa-na-na-na-naaaaa Hey Jude". Questa coda della canzone richiede la presenza di un'orchestra formata da 10 violini, 3 viole, 3 violoncelli, 2 contrabbassi, 2 flauti, 2 clarinetti, 1 clarinetto basso, 2 fagotti, 1 controfagotto, 2 corni, 4 trombe e 4 tromboni.

### Altre presenze
Hey Jude è presente anche nelle raccolte postume: 1967-1970 (1973), Ballads (1980), 20 Greatest Hits (1982), The Number Ones (1983), Past Masters (1988), Anthology 3 (1996), The Beatles 1 (2000), Love (2006) e 1+ (2015).

## Accoglienza
Hey Jude venne pubblicata su singolo il 26 agosto 1968 negli Stati Uniti e il 30 agosto – sempre di quell'anno – nel Regno Unito, insieme a Revolution come lato B, nel formato 7". Fu uno dei quattro singoli pubblicati in simultanea per il lancio dell'etichetta Apple Records (gli altri furono Those Were the Days di Mary Hopkin, Sour Milk Sea di Jackie Lomax e Thingumybob della Black Dyke Band). La pubblicazione venne presentata da Derek Taylor, che magnificò Hey Jude/Revolution come "primo singolo della Apple Records".
Il singolo riscosse un enorme successo e fu un'ottima pubblicità per la Apple Records, facendo da contraltare al recente fallimento della Apple Boutique. Hey Jude iniziò la sua permanenza di sedici settimane nella Official Singles Chart il 7 settembre, raggiungendo la vetta una settimana dopo. Rimase al numero 1 per due settimane prima di cedere il posto a Those Were the Days della Hopkin, brano prodotto da McCartney.
Il 30 novembre, NME riportò che le vendite del singolo avevano raggiunto oltre 6 milioni di copie in tutto il mondo. Hey Jude divenne il singolo di debutto dal maggior successo di sempre, vendendo circa 8 milioni di copie e raggiungendo la vetta della classifica in undici nazioni diverse.
La rivista Rolling Stone all'ottavo posto nella classifica delle 500 migliori canzoni di tutti i tempi.

## Formazione

### Gruppo
- Paul McCartney – voce, pianoforte
- John Lennon – coro, chitarra
- George Harrison – basso a sei corde
- Ringo Starr – batteria

### Turnisti
36 musicisti non accreditati: 10 violini, 3 viole, 3 violoncelli, 2 contrabbassi, 2 flauti, 2 clarinetti, 1 clarinetto basso, 2 fagotti, 1 controfagotto, 2 corni, 4 trombe, 4 tromboni

### Fonti
1. ↑  Intervista riportata in Mio marito John Lennon di Giuseppe Videtti, pubblicato su La Repubblica del 9 ottobre 2005, pag. 1.
2. ↑  All'interno della cover di Dear Mr. Fantasy (Traffic), nel doppio "live" The Live Adventures of Mike Bloomfield and Al Kooper (1969).
3. 1 2 3  Nelle versioni strumentali.
4. ↑  Figlia del compositore-arrangiatore-produttore Don Costa.
5. 1 2  (EN) The Beatles – Hey Jude / Revolution, su Discogs. URL consultato il 6 novembre 2024.
6. ↑  (EN) Tony Bramwell, Magical Mystery Tours - My Life with the Beatles, New York, St. Martin Press, 2006,  p. 280.
7. 1 2  Come, nel 1973, l'album Brain Salad Surgery è stato il primo disco degli Emerson, Lake & Palmer (ELP) per quanto concerne la casa discografica di LORO proprietà, la Manticore Records; e fu uno dei quattro album pubblicati, simultaneamente, per il lancio dell'etichetta stessa (gli altri furono Still di Peter Sinfield, Photos of Ghosts della Premiata Forneria Marconi (PFM) e Banco del Banco del Mutuo Soccorso).
8. ↑  (EN) The Beatles – Hey Jude, su Discogs. URL consultato il 6 novembre 2024.
9. ↑  (EN) David Sheff, All We Are Saying: The Last Major Interview with John Lennon and Yōko Ono, New York, St. Martin's Press, 2000,  p. 186, ISBN 0-312-25464-4.
10. ↑   Bill Harry, The Beatles Encyclopedia: Revised and Updated, Londra, Virgin Publishing, 2000,  p. 517, ISBN 0-7535-0481-2.
11. ↑  Cross, 2005, p. 367.
12. ↑  The Sunday Times, 29 settembre 1996.
13. ↑  Riley, 2011, p. 397.
14. ↑  Womak, 2014, p. 389.
15. ↑   The Beatles, 'Hey Jude', in Rolling Stone, 7 aprile 2011.
16. ↑  Sounes, 2010, p. 208-221.
17. ↑  Sounes, 2010, p. 221.
18. ↑  Una Aston Martin DB5.
19. ↑  Cross, 2005, p. 366.
20. ↑  Miles, 1997, p. 465.
21. ↑  Miles, 2001, p. 302.
22. ↑  The Beatles, 2000, p. 197.
23. 1 2  Sheff, 2000, p. 186.
24. 1 2  (EN) Chris Hunt, The Story of Hey Jude, su Chris Hunt Special, Mojo, febbraio 2002. URL consultato il 6 novembre 2024.
25. ↑  (EN) Craig Cross, The Beatles, 2005,  p. 368.
26. ↑   Barry Miles, Paul McCartney: Many Years from Now, 1997,  p. 466.
27. ↑   Mark Lewisohn, The Beatles Recording Sessions, 1988,  p. 146.
28. ↑   Jann Wenner, Lennon Remembers, in Rolling Stone, Londra, Verso, 2000, ISBN 1-85984-600-9.
29. ↑   Mark Lewisohn, Beatles - Otto anni ad Abbey Road, Milano, Arcana Editrice, 1990,  p. 314.
30. ↑   Geoff Emerick, Here, There and Everywhere, New York, Gotham Books, 2007,  pp. 262-3.
31. ↑   Ian McDonald, The Beatles. L'opera completa, Milano, Mondadori, 1994,  p. 291.
32. ↑  Il cui aggettivo, oltre che "dopo la morte di un artista", significa anche "dopo lo scioglimento di una band".
33. ↑  (EN) The Beatles – 1967-1970, su Discogs. URL consultato il 6 novembre 2024.
34. ↑  (EN) The Beatles – Ballads, su Discogs. URL consultato il 6 novembre 2024.
35. ↑  (EN) The Beatles – 20 Greatest Hits, su Discogs. URL consultato il 6 novembre 2024.
36. ↑  (EN) The Beatles – The Number Ones, su Discogs. URL consultato il 6 novembre 2024.
37. ↑  (EN) The Beatles – Past Masters, su Discogs. URL consultato il 6 novembre 2024.
38. ↑  (EN) The Beatles – Anthology 3, su Discogs. URL consultato il 6 novembre 2024.
39. ↑  (EN) The Beatles 1, su Discogs. URL consultato il 6 novembre 2024.
40. ↑  (EN) The Beatles – Love, su Discogs. URL consultato il 6 novembre 2024.
41. ↑  (EN) The Beatles – 1+, su Discogs. URL consultato il 6 novembre 2024.
42. ↑  Castleman, Podrazik, 1976, p. 67-68.
43. ↑  Lewisohn, 1988, p. 200.
44. ↑  Miles, 2001, p. 306.
45. ↑  Doggett, 2011, p. 49.
46. ↑  Doggett, 2011, p. 52.
47. ↑  Riley, 2011, p. 408.
48. 1 2  Cross, 2005, p. 481.
49. ↑  Schultheiss, 1980, p. 226.
50. ↑  Miles 2011, p. 321.
51. ↑   The Beatles, 'Hey Jude', in Rolling Stone. URL consultato il 6 novembre 2024.

### Annotazioni
1. ↑  Nel carosello Tè Ati, del 1973.